# Beatmungsgerät

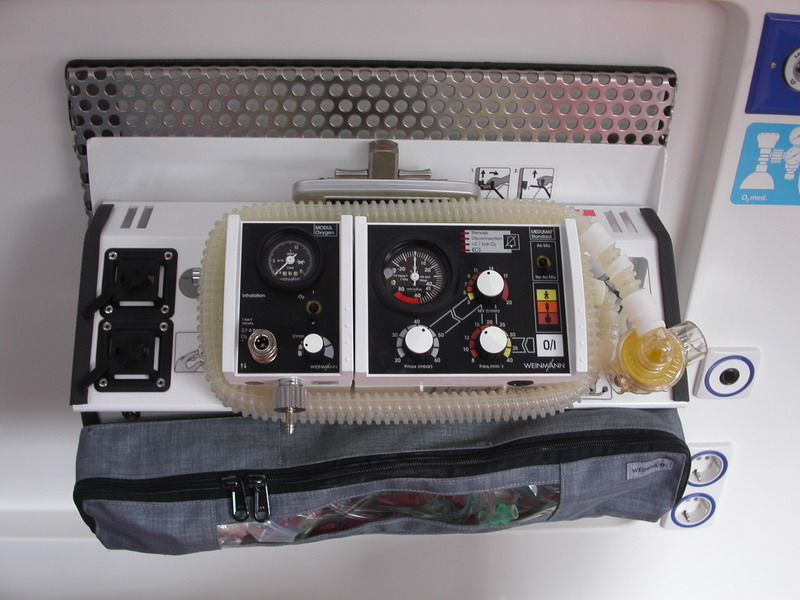
Notfallbeatmungsgerät „Medumat Standard“ mit Inhalationseinheit aus einem Mehrzweckfahrzeug des Rettungsdienstes

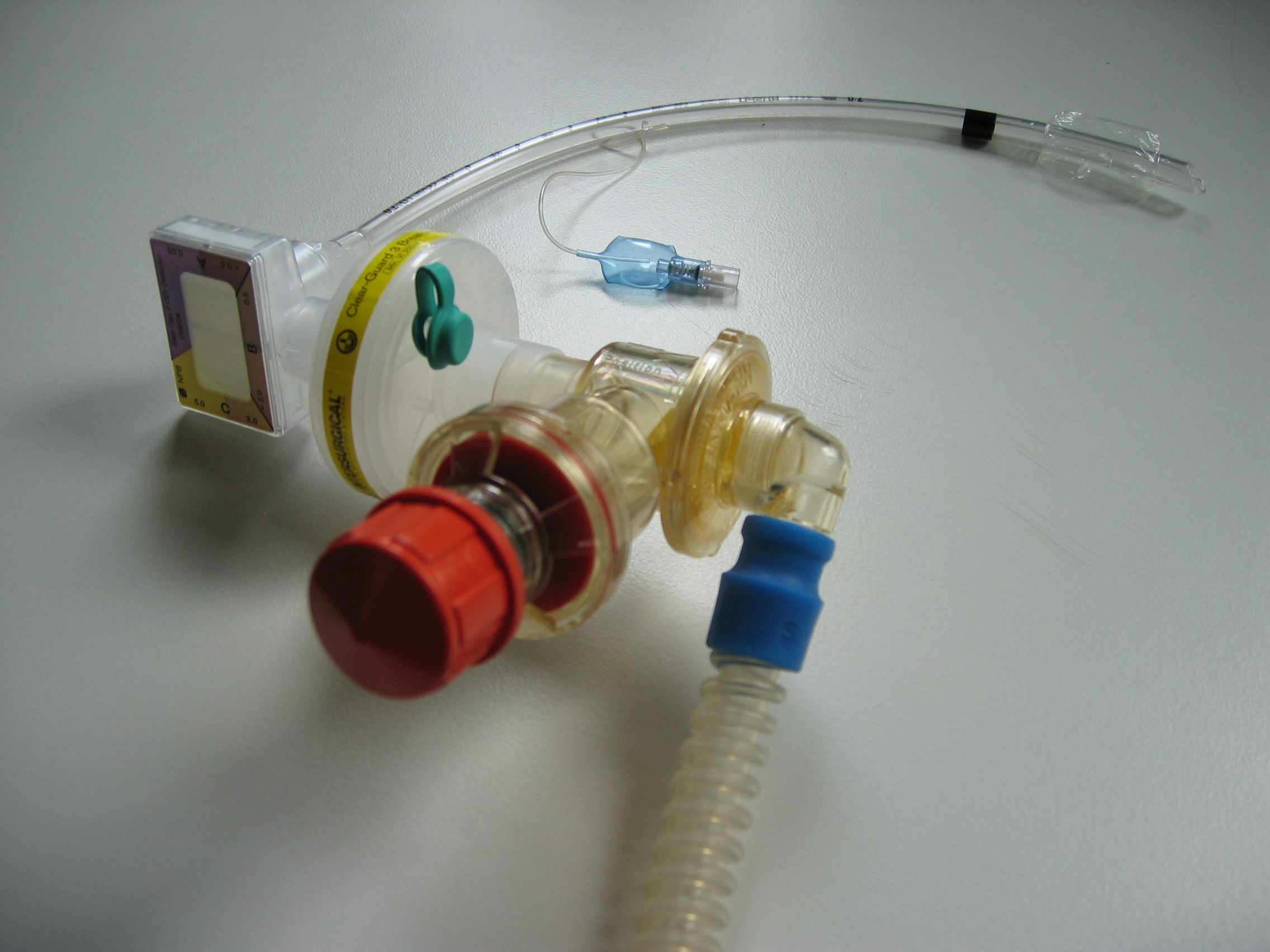
Beatmungssystem mit Endotrachealtubus, Detektor zur Kapnometrie, Beatmungsfilter, Expirations- und PEEP-Ventil

Ein Beatmungsgerät oder Respirator ist eine elektrisch, heute von Mikrocontrollern gesteuerte, elektromagnetisch oder pneumatisch angetriebene Maschine zur Beatmung von Personen mit unzureichender oder ausgesetzter Eigenatmung. Das Atemgas wird meist mit Sauerstoff angereichert.

## Geschichte
1907 meldete George Poe (1846–1914), ein Cousin des amerikanischen Schriftstellers Edgar Allan Poe, das US-Patent 859778 auf eine Machine for inducing artificial respiration (Maschine zum Induzieren künstlicher Beatmung) an. Während frühere Respiratoren rein nach dem Prinzip der Balgbeatmung funktionierten, wurden zu Beginn der 1980er Jahre zunehmend, beginnend mit dem Beatmungsgerät EV-A der Firma Dräger, Mikroprozessoren zur Steuerung des Atemgasflusses (auch zur automatischen Kompensation von Leckagen) eingesetzt und die Funktion des Balges durch Ventile mit elektromagnetischem Antrieb (statt des vorherigen pneumatischen oder elektrisch betriebenen Mechanismus) ersetzt.

## Anwendungen
Je nach Anwendungsbereich wird zwischen Notfall-, Intensiv- und Heimrespirator unterschieden. Auch Narkosegeräte sind spezialisierte Beatmungsgeräte. Seit etwa 1970 nahm die Zahl der möglichen Beatmungsverfahren (ursprünglich nur eines) und zusätzlicher Funktionen (ursprünglich nur der „Seufzer“, dann eine regulierbare Sauerstoffkonzentration und Druckbegrenzung) kontinuierlich zu.
Bei der Beatmung von Neugeborenen und Säuglingen kommen spezielle Beatmungsgeräte zum Einsatz, die vor allem vor zu hohen Atemwegsdrücken schützen. Das erste Beatmungsgerät für Kleinkinder war der sogenannte „Baby-Pulmotor“ der Drägerwerke, aus dem sich mit dem Babylog 1 1975 die Respirator-Serie Babylog entwickelte. Erste Beatmungsgeräte speziell für Neugeborene wurden Ende der 1980er Jahre entwickelt. Das erste ausschließlich für Kleinkinder und Frühgeborene konzipierte Beatmungsgerät war das 1989 eingeführte, mit digital angesteuerten Ventilen und genauer Flowmessung betriebene Babylog 8000, womit Frühgeborene erstmals schonend volumenorientiert beatmet werden konnten.

## Monitoring
Um Gefährdungen des Patienten zu vermeiden, ist bei der Anwendung ein Beatmungsmonitoring mit Überwachung der Einstellungen erforderlich, das im Allgemeinen folgende Aspekte umfasst:
- Eigenschaften des Atemgases wie
  - Inspiratorische Sauerstoffkonzentration (z. B. FiO2 = 0,5 bis 0,8)
  - Temperatur
  - Feuchte
- Gasaustausch, insbesondere
  - Volumen (VT = 8–15 ml/KG)
  - Atemfrequenz (f, meist 7–15/min)
  - Atemminutenvolumen
- Beatmungsdruck
  - Spitzendruck
  - Plateaudruck
  - Mitteldruck
  - PEEP, z. B. 5 cm Wassersäule.

Die sich aus den Einstellgrößen (Druck, Volumen, Flow, exspiratorische Pausenzeit usw.) eines Respirators ergebenden Freiheitsgrade (Parameter, deren Größe sich aus den gewählten Einstellungen in Abhängigkeit vom Lungenzustand ergibt) können sein:
- Tidalvolumen (bei Drucksteuerung und druckkonstanter Zeitsteuerung)
- Atemminutenvolumen (bei Drucksteuerung, druckkonstanter Zeitsteuerung und Volumensteuerung)
- Atemwegsdruck (bei Volumensteuerung und volumenkonstanter Zeitsteuerung)
- Atemfrequenz (bei Drucksteuerung und Volumensteuerung)
- Atemzeitverhältnis (bei Drucksteuerung und Volumensteuerung), z. B. I:E-Ratio = 1:2
- Plateaudauer (bei volumenkonstanter Zeitsteuerung), z. B. Plateau („Hold“) = 0,5 s.

## Arten von Beatmungsgeräten

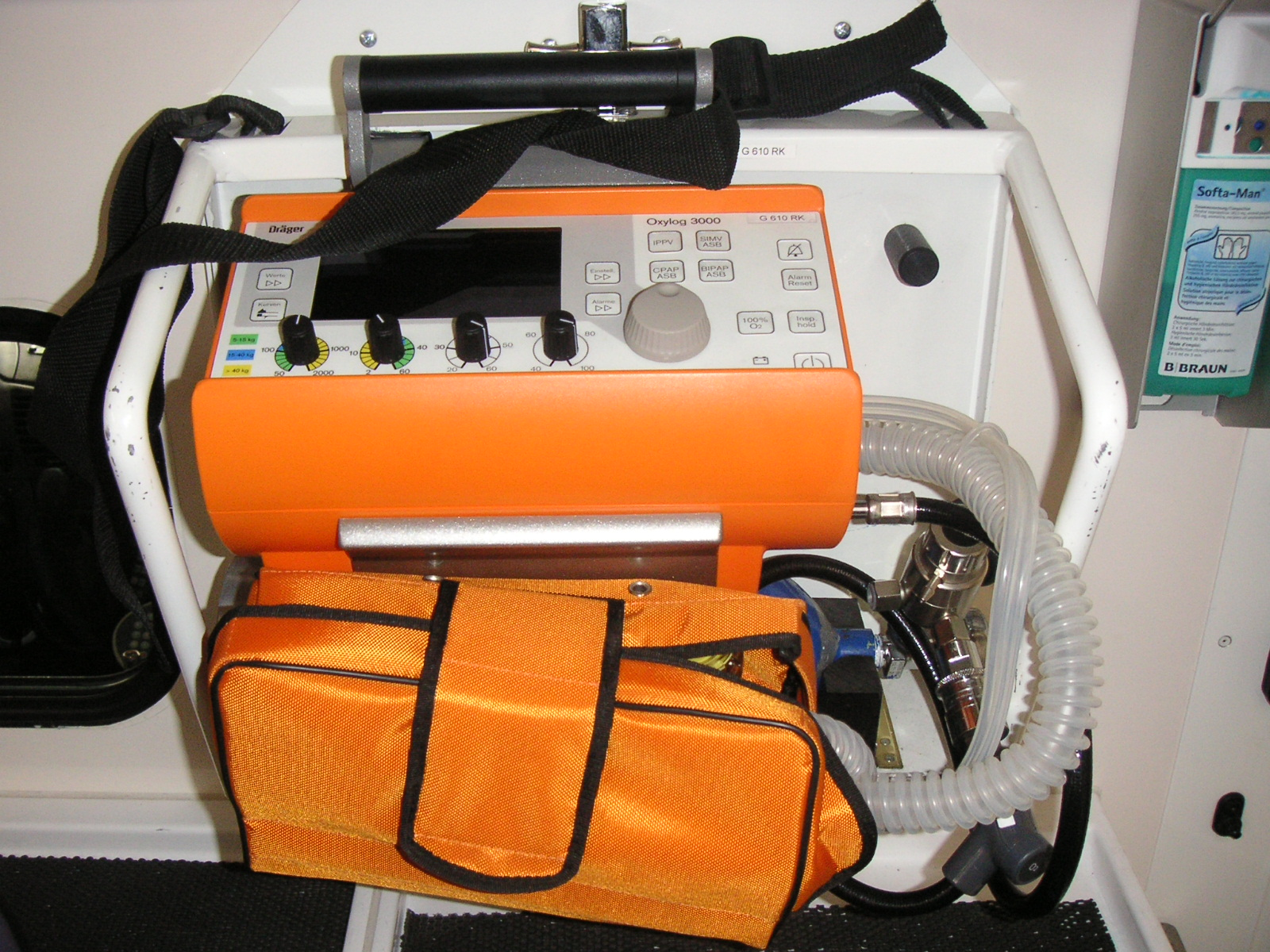
Notfallbeatmungsgerät „Oxylog 3000“ aus einem Rettungswagen

### Notfallrespiratoren (Transportbeatmungsgeräte)
Notfallrespiratoren, synonym Transportrespiratoren, kommen im Rettungsdienst zum Einsatz und werden daher robust konzipiert, sind tragbar und kompakt gebaut und verfügen über eine pneumatische (über Sauerstoffgasflaschen oder mit Umgebungsluft über einen Atemgasverdichter betriebene) oder akkubetriebene (elektronisch gesteuerte) Mechanik. Auch in der Intensivmedizin werden sie für innerklinische Transporte beatmeter Patienten, etwa zum Operationssaal oder zu Röntgenuntersuchungen genutzt. Parameter wie etwa die Sauerstoffkonzentration oder das Atemzeitverhältnis sind einstellbar. Die ersten Transport- und Notfallbeatmungsgeräte waren lediglich mit der Möglichkeit zur rein kontrollierten Beatmung und einem Manometer zur Messung des Atemwegsdrucks ausgestattet. Moderne Notfallrespiratoren (z. B. Oxylog 3000 (von Dräger), Medumat Transport) verfügen über vielfältige (druck- und volumengesteuerte) Beatmungsformen (z. B. auch BIPAP), so dass auch im präklinischen Bereich beim Transport und der Versorgung beatmungspflichtiger Intensivpatienten lungenprotektive Beatmungsmöglichkeiten gegeben sind.

### Intensivrespiratoren

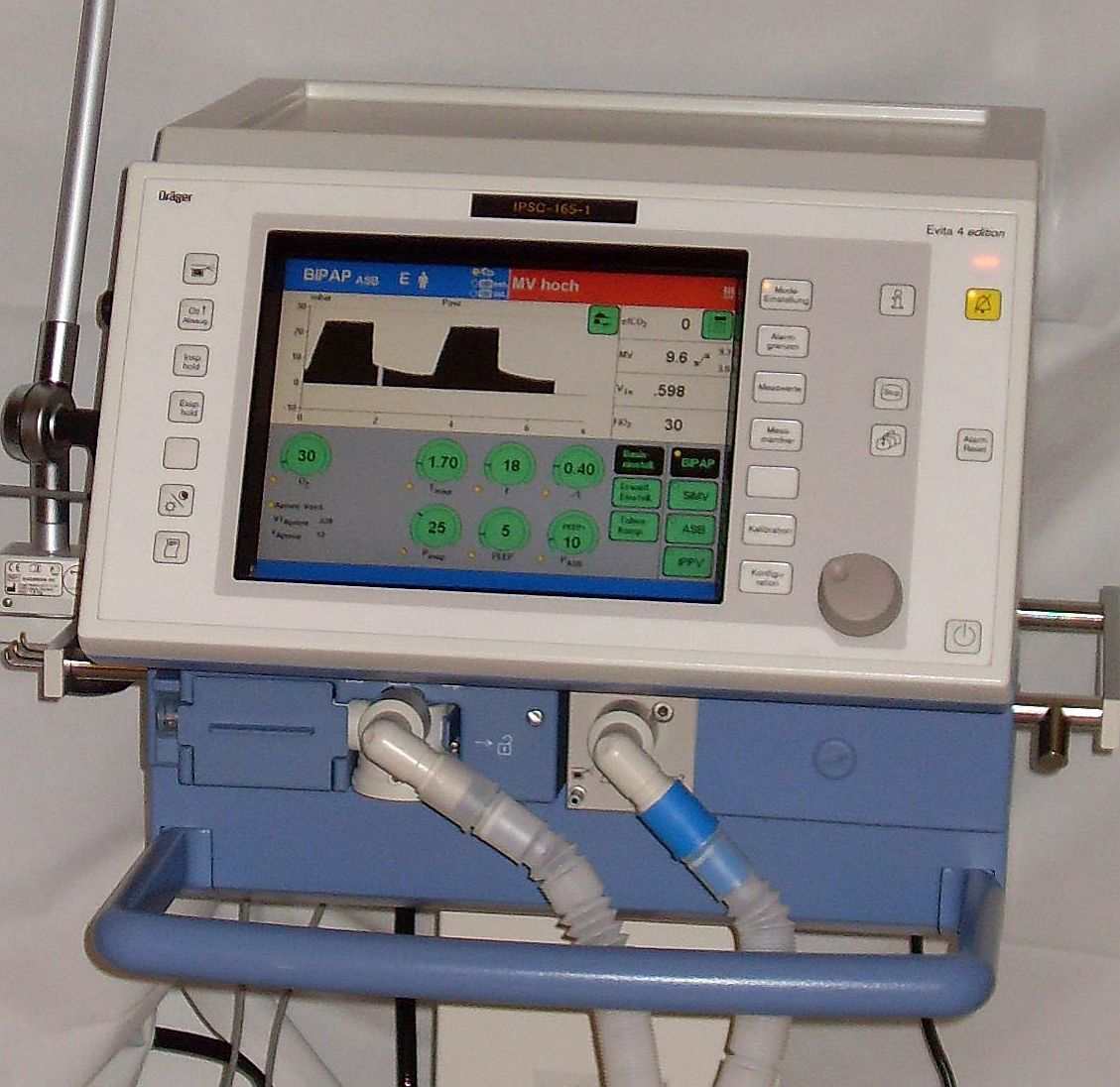
Intensivbeatmungsgerät Typ „Evita 4“, 2011

Intensivrespiratoren kommen für längere und differenzierte Beatmungstherapien unter intensivmedizinischen Bedingungen zum Einsatz. Grundsätzlich sind alle Beatmungsformen, auch die seltenere Hochfrequenzbeatmung, möglich. Sie verfügen über zahlreiche Mess-, Dokumentations- und Alarmmöglichkeiten, sind besser an den Patienten oder an das Krankheitsbild anzupassen und können an ein Netzwerk angeschlossen werden.
Nur mit diesen Geräten ist ein Weaning, also die langsame Reduktion der Atemunterstützung durch das Gerät bei zunehmender Eigenatmung des Patienten und damit die Entwöhnung vom Gerät, möglich, da hierzu Beatmungsmuster (in der Beatmungstechnik die zeitlichen Verläufe von Druck und Volumen) genutzt werden, die eine Eigenatmung zu jeder Zeit ermöglichen und auch, je nach Einstellung des Gerätes, unterstützen. Dies sind zumeist druckkontrollierte Beatmungsformen wie etwa die BIPAP-Beatmung mit einer Erkennung von selbstständigen Einatembemühungen des Patienten und deren Ermöglichung. Durch die Zusatzfunktion der automatischen Tubuskompensation ist es etwa möglich, die Atemanstrengung für den Patienten so zu reduzieren, dass dieser das Gefühl hat, er sei nicht intubiert.

### Heimrespiratoren

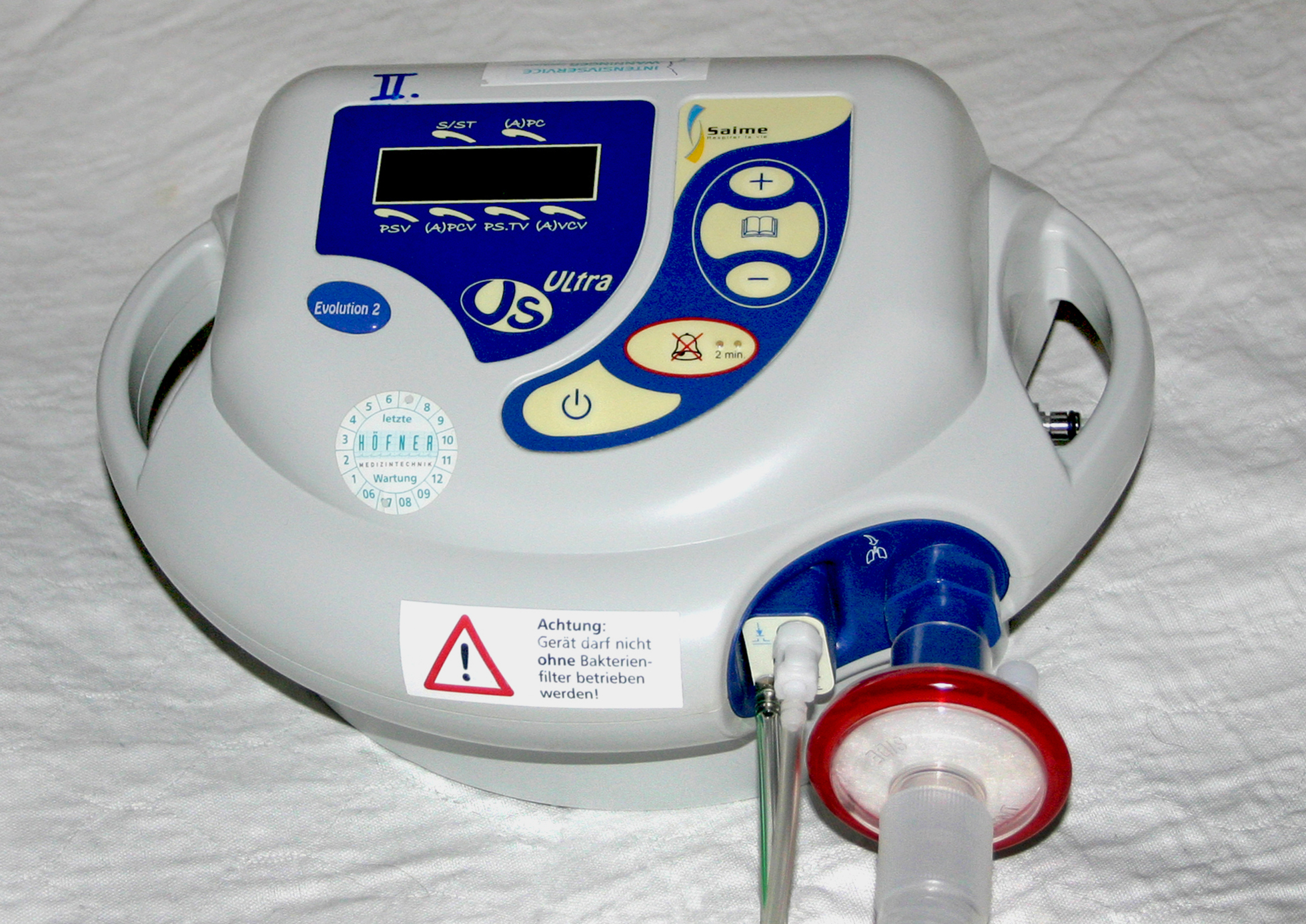
Heimbeatmungsgerät „VS Ultra“

Heimbeatmungsgeräte werden bei Patienten verwendet, deren Eigenatmung durch zeitweise oder bleibende Störungen von Nervensystem oder Atemmuskulatur stark reduziert ist, die aber trotzdem aus der Klinik entlassen werden. Heimbeatmungsgeräte sind klein gebaut, so dass sie in der Wohnung des Patienten problemlos untergebracht werden können. Auch die Mobilität ist durch solch kleine Respiratoren wenig eingeschränkt, da die Patienten diese auch im Batteriebetrieb mit sich führen können. Da in Privatwohnungen oder Pflegeheimen Wandanschlüsse für Sauerstoff oder Druckluft meist nicht vorhanden sind, werden solche Respiratoren so gefertigt, dass sie davon unabhängig sind. Heimbeatmungsgeräte sind außerdem einfacher zu bedienen, so dass die Patienten selbst oder ihre Angehörigen sich leicht in die Technik einfinden können und notwendige Einstellungen selbst vornehmen können.

### Tankrespiratoren

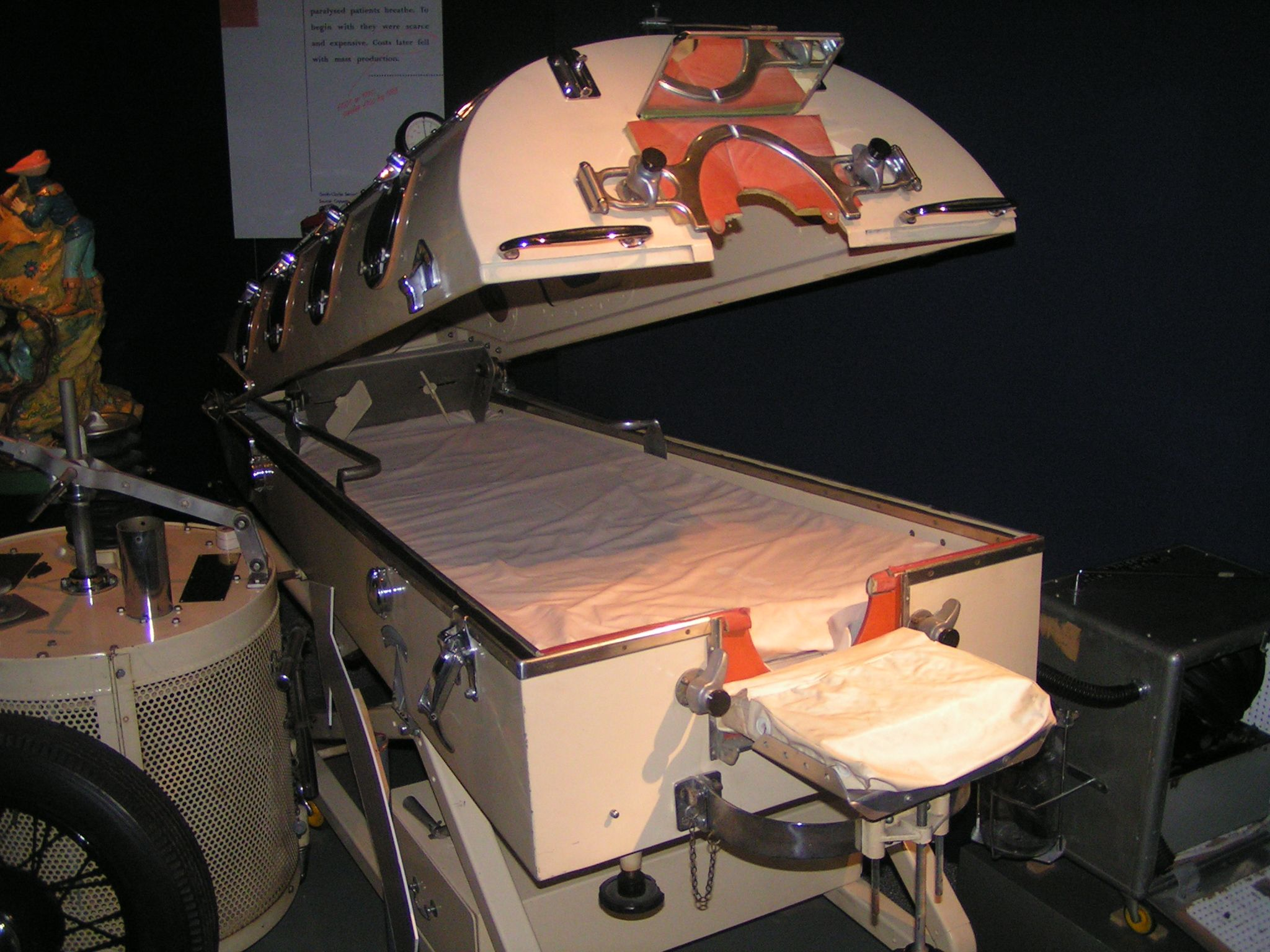
Eiserne Lunge

Die Eiserne Lunge war das erste Gerät zur maschinellen Beatmung. Eine Eiserne Lunge funktioniert nicht wie moderne Respiratoren, sondern der Patient liegt bis zum Hals in dem Gerät und wird von diesem luftdicht umschlossen. Nach Erzeugung eines Unterdruckes in der Kammer dehnt sich der Brustkorb aus, und Umgebungsluft strömt durch die Atemwege in die Lunge.
Auch heute werden noch in seltenen Fällen, und fast ausschließlich zur Heimbeatmung, Unterdruckrespiratoren verwendet, etwa der Kürass-Ventilator. Diese bestehen aus einer harten Kunststoffschale, die bei Brustkorbdeformitäten auch maßgefertigt werden kann. In der modernen klinischen Intensivmedizin werden Tankrespiratoren nicht mehr verwendet, da die Grunderkrankungen meist mit einer Erhöhung der mechanischen Atemarbeit (ables- und berechenbar aus Druck-Volumen-Diagrammen) einhergehen, welche nicht kompensiert werden kann.

## Sicherheitsmaßnahmen
Bei jedem Respirator ist die Möglichkeit eines Geräteausfalls gegeben, so dass bei einem beatmeten Patienten ein Beatmungsbeutel in der Nähe sein sollte, um auch bei einem Ausfall des Respirators den Patienten weiterbeatmen zu können. Der Ausfall des Respirators muss zudem auch durch Sauerstoffüberwachung erkannt werden können.
Des Weiteren muss bei einem Patiententransfer mit Beatmungsgerät gewährleistet sein, dass vorhandene Vorräte in den Sauerstoffflaschen ausreichend sind und so eine ununterbrochene Beatmung ermöglichen. Elektrisch betriebene Notfallrespiratoren verfügen über einen Akku und ein externes Ladegerät, Intensivrespiratoren häufig nur über einen Akku, der einen Alarm bei Ausfall des Stromnetzes ermöglicht. Es werden jedoch für kritische Fälle des Patiententransports auch Geräte mit Akkumulatoren angeboten, die den netzunabhängigen Betrieb für eine gewisse Zeit gewährleisten. Die Akkumulatoren und Netzteile sind hierzu in einigen Systemen auch redundant aufgebaut.

## Gesetzgebung und Normen (Deutschland, Österreich)
Als Medizinprodukte unterliegen Beatmungsgeräte den deutschen und österreichischen Medizinproduktegesetzen und den zugehörigen Betreiberverordnungen, die als Umsetzung der EWG-Richtlinie 93/42 eine Vereinheitlichung innerhalb der EU gewährleisten und, je nach Typ, den Normen EN 60601-2-12 sowie EN 60601-1-8, womit die Sicherheit für Anwender und Patient gewährleistet werden soll. Beatmungsgeräte als aktive Medizinprodukte dürfen nur von Personen angewendet werden, die hierfür qualifiziert und in die Handhabung des jeweiligen Gerätetyps eingewiesen sind. Zudem dürfen sie auch nur von qualifiziertem Personal hergestellt und unter Einhaltung von Normen entwickelt und produziert werden.

## COVID-19-Pandemie
Im Zuge der COVID-19-Pandemie stieg die Nachfrage nach Beatmungsgeräten sprunghaft an. So bestellte die deutsche Bundesregierung 10.000 Beatmungsgeräte, die Behörden der Vereinigten Staaten gaben eine Anfrage für 100.000 Geräte heraus.

### Open-Source- und Open-Hardware-Initiativen
Daneben entstehen seit dem Frühjahr 2020 mehrere Gemeinschaftsprojekte mit dem Ansatz, ein offenes Design für ein einfaches Beatmungsgerät bereitzustellen. Es soll möglich werden, solche Geräte auf eine einfache Weise schnell zu produzieren.
- Open Source Ventilator Project[17]
- Das Projekt DIY-Beatmungsgerät im Zuge des #WirVsVirus-Hackathon der deutschen Bundesregierung[18]
- Das Projekt Oxikit gewinnt mittels Granulat Sauerstoff aus Druckluft.

Ferner stellen die ISO auf ihrer Website und die IEC auf Anfrage mehrere Normen kostenfrei zur Verfügung.

### Provisorium
Auf Initiative des University of Minnesota Bakken Medical Device Center wurde eine Zusammenarbeit mit verschiedenen Unternehmen gestartet, um eine Beatmungsgeräte-Alternative auf den Markt zu bringen, die als ein einarmiger Roboter arbeitet und die Notwendigkeit einer manuellen Beatmung in Notfallsituationen ersetzt. Das Coventor genannte Gerät wurde in kürzester Zeit entwickelt und bereits 30 Tage nach Konzeption durch die US-amerikanische Gesundheitsbehörde 
FDA zugelassen. Das mechanische Beatmungsgerät ist für geschulte medizinische Fachkräfte auf Intensivstationen einfach zu bedienen. Die Kosten betragen nur ca. nur 4 % eines voll funktionsfähigen normalen Beatmungsgerätes. Zudem benötigt dieses Gerät keinen unter Druck stehenden Sauerstoff oder Luftzufuhr, wie es normalerweise der Fall ist. Eine erste Serie wird durch Boston Scientific hergestellt.